# ザ・マスター
『ザ・マスター』（The Master）は、ポール・トーマス・アンダーソン監督・脚本・共同製作による2012年のアメリカ映画。主演はホアキン・フェニックス、フィリップ・シーモア・ホフマン、エイミー・アダムス。アメリカ合衆国とカナダでは2012年9月14日にワインスタイン・カンパニー配給で公開される。プレミア上映は第69回ヴェネツィア国際映画祭で行われる。
同作品でポール・トーマス・アンダーソン監督はヴェネツィア国際映画祭銀獅子賞を獲得し、世界三大映画祭の監督賞を制覇した。他にホアキン・フェニックス、フィリップ・シーモア・ホフマンがヴェネツィア国際映画祭最優秀男優賞を授与され、アカデミー賞にもノミネートされた。

## あらすじ
第二次世界大戦後のアメリカ合衆国、復員兵フレディ・クエル（ホアキン・フェニックス）はアルコール依存症に陥っており、幾つかの職場でもトラブルを起こして流転の生活を送っていた。そんな中、カリスマ的な素質を持った一人の聡明な男が大衆の信望を集めていた。ひょんなことからその男、ランカスター・ドッド（フィリップ・シーモア・ホフマン）と出会ったフレディは、次第に彼の思想に傾倒して付き従うようになる。
やがてランカスターの周囲に熱心な人々が集い、集団は大きな力を持ち始める。だがそれと並行するようにして、フレディは次第にランカスターの言葉に疑問を抱くようになる。ランカスターの元を離れ、数年ぶりに故郷に帰るフレディ。だが、フレディを慕っていた娘は待ちきれずに他の男と結婚していた。
行き場のないフレディを、豪華な本部の建物に呼ぶランカスター。戻るとしたら来世でと帰還の意志のないフレディ。ランカスターは、来世では君は最大の敵になるとつぶやき、フレディは、ランカスターの思想を踏襲するように生き始めた。

## キャスト
※括弧内は日本語吹替
- フレディ・クエル - ホアキン・フェニックス[7]（小山力也）
- ランカスター・ドッド - フィリップ・シーモア・ホフマン[8]（後藤哲夫）
- ペギー・ドッド - エイミー・アダムス[9]（落合るみ）
- ヘレン・サリヴァン - ローラ・ダーン[10]（入江純）
- エリザベス・ドッド - アンビル・チルダーズ[11]（下山田綾華）
- ヴァル・ドッド - ジェシー・プレモンス[12]
- クラーク - ラミ・マレック[13]（中村和正）
- ジョン・モア - クリストファー・エヴァン・ウェルチ（魚建）
- ビル・ウィリアム - ケヴィン・J・オコナー
- ドリス・ソルスタッド - マディセン・ベイティ（佐藤美由希）
- ソルスタッド夫人 - レナ・エンドレ（英語版）[14]
- ミルドレッド・ドラモンド - パティ・マコーマック

## 製作

### 企画
2009年12月、アンダーソンがフィリップ・シーモア・ホフマン演じるキャラクターが宗教団体（サイエントロジーに似ていると説明）を設立する物語の脚本を書いていると初めて報じられた。当初、ユニバーサル・ピクチャーズの下でプロジェクトは進行していたが、脚本の問題により最終的にワインスタイン・カンパニーへと移った。後にリバー・ロードが映画の資金を調達するために重大な交渉中であると報じられた。2011年2月、ラリー・エリソンの娘であるミーガン・エリソンが、『ザ・マスター』と、トマス・ピンチョンの小説『LAヴァイス』のアンダーソンによる翻案作品に融資すると報じられた。5月、ハーヴェイ・ワインスタインが世界配給権を手に入れた
ホフマンは主役のランカスター・ドッドを演じ、また、ジェレミー・レナーが敵役のフレディ・クエルになると報じられた。しかし後に、レナーは出演しないことが明らかとなり、同役はホアキン・フェニックスが演じると公式発表された。また、マリー・スー・ドッド役にはリース・ウィザースプーンがオファーされていると報じられたが、後に彼女ではなくエイミー・アダムスに決まった。さらにドッドの娘役にはアマンダ・サイフリッド、エマ・ストーン、デボラ・アン・ウォールの名が挙がったが、最終的には新人のアンビル・チルダーズに決まった。

### 撮影
元々撮影はジェレミー・レナーを含めて2010年8月に開始する予定だったが、2010年9月に無期限延期が発表された。2011年5月、資金を確保した後、撮影にゴーサインが出て6月初めよりヴァレーホとサクラメントで開始された。6月末にはバークレーのヒルサイド小学校でも行われた。今作の撮影監督には、これまでアンダーソンの作品を手掛けてきたロバート・エルスウィットではなく、ミハイ・マライメア・Jrが起用された。

### 音楽
本作のスコアは、ロックバンドのレディオヘッドのジョニー・グリーンウッドが作曲する。グリーンウッドがアンダーソン作品のスコアを手掛けるのは『ゼア・ウィル・ビー・ブラッド』に続いて2度目である。

## 公開

### マーケティング
最初のティーザーポスターは、2011年5月に第64回カンヌ国際映画祭にて『Untitled Paul Thomas Anderson Project』の題で公開された。2枚目のプロモーションポスターは2011年11月にアメリカン・フィルム・マーケットで発表された。2012年5月21日、ホアキン・フェニックスをフィーチャーしたティーザー予告がオンライン上で、数分のフッテージ映像が第65回カンヌ国際映画祭でそれぞれ公開された。6月19日、フェニックス、フィリップ・シーモア・ホフマン、エイミー・アダムスをフィーチャーした2本目のティーザーが公開された。2012年7月19日、ワインスタイン・カンパニーより予告編がオンラインで公開された。映画はアメリカ映画協会によりR指定とされた。

## 批評家の反応
映画レビューサイトのRotten Tomatoesでは、224件のレビューを集め、支持率は85%、平均点は10点中8.1となった。「知性的で、力強い演技と美しい映像が見る者を釘付けにする映画だ。ザ・マスターはポール・トーマス・アンダーソン監督の名作の一つになった。」と総括している。

## 論争
作品に登場するランカスターが創設した宗教団体は実在する宗教団体であるサイエントロジーが参考にされているのではないかという噂があった。ハリウッドを運営する巨大資本の中でも、取り分け製薬産業にとって、このサイエントロジーは過去より、精神科医療の危険や精神薬の薬物に対する警告を社会に向けて広く打ち出しており、資本家側の立場からその利益、及び精神医学の存続を脅かす存在として、過去よりTVメディアやこうした映画上映などを通してサイエントロジーの悪評を再三に渡り報じてきた背景がある。サイエントロジーをモチーフとした理由の一つとして、同団体の創始者L・ロン・ハバードと映画の主演を務めるホフマンが極めて似通った風貌である事が挙げられている。一方で制作会社側は映画とサイエントロジーやロン・ハバードとの関連を否定しており、製作陣の一人であるジョアン・セラーは「これは第二次世界大戦を描いた物語であり、大戦後の社会を漂流する人々を描いた物語なんだ」と解説している。いくつか散見される言葉を除いて、実際のサイエントロジーの思想的な内容や創設者であるL.ロン ハーバードの人物像とは掛け離れており、関連性は認められない。
複数のウェブサイトでは映画を通じてアメリカ映画界内のサイエントロジー支持者からの圧力があった」という噂が出回り、サイエントロジー教会がユニバーサル・ピクチャーズに映画公開を差し止めさせるのではないかとも噂されたしかしながら現在の所、サイエントロジー側からの製作者側に対する反応や接触は特に確認されてはいない。一方その理由として、この映画で描かれている内容が、実際のサイエントロジーの理念とは大きく掛け離れていることやL.ロンハーバード自身の人物像とも全く類似していない点などからもサイエントロジーは特にメディアに対してのコメントの発表は一切していない。。
サイエントロジー教会のスポークスマンとして知られるカリン・パウルは「映画について懸念を抱いているか」との質問に対して、「内容を見ていないので分からない」と回答した。また映画の内容についてどの程度把握しているのかという質問については「報道以上の事は我々も知らない」と返答した。